# 롤란도 마란
롤란도 마란(이탈리아어: Rolando Maran, 1963년 7월 14일 ~ )는 이탈리아의 전 축구 선수이다.